# سعد بن عبيد
سعد بن عبيد المعروف أيضًا بـ سعد القارئ (المتوفي سنة 16 هـ) صحابي من الأنصار من بني أمية بن زيد من الأوس، شهد مع النبي محمد غزواته كلها، ثم شارك بعد وفاة النبي محمد في الفتح الإسلامي لفارس، فشهد موقعة الجسر التي خسرها المسلمون، ثم شهد معركة القادسية الفيصلية في تلك الحرب، وخطب في المسلمين ليلتها فقال: «إنا لاقو العدو غدًا، وإنا مستشهدون، فلا تغسلن عنا دمًا، ولا نكفن إلا في ثوب كان علينا». قُتل سعد يوم القادسية، وعمره 64 سنة.
كان سعد بن عبيد من حفظة القرآن، وكان يؤمّ المصلين في مسجد قباء في زمن النبي محمد وخلفائه أبي بكر الصديق وعمر بن الخطاب. كما قال ابن منده بأن سعد بن عبيد كان أحد الأربعة الذين جمعوا القرآن على عهد النبي محمد من الأنصار، وكذلك قال موسى بن عقبة الذي قال بأن سعد بن عبيد هو أبو زيد الذي ذُكر فيمن جمع القرآن.